# Meinrad Henggeler
Meinrad Henggeler (* 22. Juli 1792 in Unterägeri; † 16. Dezember 1869 ebenda, katholisch, heimatberechtigt in Unterägeri) war ein Schweizer Unternehmer und liberaler Politiker.

## Biografie
Meinrad Henggeler wurde am 22. Juli 1792 in Unterägeri als Sohn des Meinrad Henggeler senior geboren. Henggeler, ein wohlhabender Wirt, Bauer, Viehhändler und Fabrikant, gründete im Jahr 1846 zusammen mit seinem Cousin Wolfgang und dem Zürcher Fabrikanten Heinrich Schmid an der Lorze die Spinnerei, die den Kern Neuägeris, eines neuen Ortsteils von Unterägeri, bildete. Henggeler übernahm die Leitung des neuen Unternehmens, das im Jahr 1859 mit der Spinnerei Unterägeri fusionierte, bevor er sie an seinen Sohn Klemens abgab.
Meinrad Henggeler, der dreimal verheiratet war, verstarb am 16. Dezember 1869 vier Monate nach Vollendung seines 77. Lebensjahres in Unterägeri. Er war ein Cousin des Unternehmers Alois Henggeler.

## Politische Laufbahn
Meinrad Henggeler vertrat zunächst zwischen 1822 und 1837 die  Liberale Fraktion im Kantonsrat. In späterer Folge gehörte er von 1847 bis 1848 dem  Verfassungsrat, daran anschliessend von 1848 bis 1851 dem Zuger Regierungsrat und Grossrat an.